# 1960年ローマオリンピックのチェコスロバキア選手団
1960年ローマオリンピックのチェコスロバキア選手団（1960ねんローマオリンピックのチェコスロバキアせんしゅだん）は、1960年8月25日から9月11日にかけてイタリアの首都ローマで開催された1960年ローマオリンピックのチェコスロバキア選手団、およびその競技結果。

## 概要
今大会は金メダル3個、銀メダル2個、銅メダル3個の合計8個のメダルを獲得した。

## メダル
| メダル | 選手名           | 競技 | 種目       |
| ------ | ---------------- | ---- | ---------- |
| 銀     | ダナ・ザトペコワ | 陸上 | 女子やり投 |